# Лука Коберідзе
Лука Коберідзе (груз. ლუკა კობერიძე; 9 вересня 1994, Тбілісі, Грузія) — грузинський футболіст, півзахисник.

## Кар'єра гравця
З 2012 по 2015 рік був гравцем клубу «Зугдіді». За 3 сезони зіграв 29 матчів у чемпіонаті Грузії. В серпні 2015 року перейшов до складу «Гурії» (Ланчхуті). За команду провів 13 матчів у чемпіонаті і 3 — в Кубку Грузії.
У січні 2016 року був запрошений на перегляд в український клуб «Десна» (Чернігів) за рекомендацією футболіста Левана Гулордави. У складі команди взяв участь в Меморіалі Макарова, пройшов збори в Грузії і Західній Україні. У березні 2016 року підписав контракт з «Десною». У січні 2019 року покинув команду і став гравцем харківського клубу «Металіст 1925».

## Досягнення
«Десна»
 Срібний призер Першої ліги України: 2016/17
 Бронзовий призер Першої ліги України: 2017/18